# Marleyimyia
Marleyimyia es un género de insectos dípteros de la familia Bombyliidae. Se diferencia del género Oestranthrax por la forma de su cuerpo, una cabeza más grande y un tórax más pequeño; y del género Villoestrus por la presencia de una pequeña probóscide.

## Especies
El género está compuesto por tres especies:
- M. goliath (Oldroyd, 1951). Oriunda de la península malaya.
- M. natalensis Hesse, 1956. Presente en el sur de África.
- M. xylocopae Marshall & Evenhuis, 2015. Vive en el sur de África.